# Бюе (Манш)
Бюе́ (фр. Buais) — колишній муніципалітет у Франції, у регіоні Нормандія, департамент Манш. Населення — 552 осіб (2011).
Муніципалітет був розташований на відстані близько 250 км на захід від Парижа, 90 км на південний захід від Кана, 70 км на південь від Сен-Ло.

## Історія
До 2015 року муніципалітет перебував у складі регіону Нижня Нормандія. Від 1 січня 2016 року належав до нового об'єднаного регіону Нормандія.
1 січня 2016 року Бюе і Сен-Семфор'ян-де-Мон було об'єднано в новий муніципалітет Бюе-Ле-Мон.

## Демографія
Динаміка населення (INSEE ):
Розподіл населення за віком та статтю (2006):
| Стать | Всього | До 15 років | 15-24 | 25-44 | 45-64 | 65-85 | Понад 85 |
| --- | ------ | ----------- | ----- | ----- | ----- | ----- | -------- |
| Чоловіки | 305    | 44          | 47    | 64    | 75    | 75    | 0        |
| Жінки | 314    | 36          | 12    | 63    | 90    | 97    | 16       |
| \| Статево-вікова піраміда \| Статево-вікова піраміда \| Статево-вікова піраміда \| \| ----------------------- \| ----------------------- \| ----------------------- \| \| Чоловіки \| Вік \| Жінки \| \| 0 \| 85 + \| 16 \| \| 8 \| 80-84 \| 16 \| \| 31 \| 75-79 \| 31 \| \| 16 \| 70-74 \| 27 \| \| 20 \| 65-69 \| 23 \| \| 20 \| 60-64 \| 20 \| \| 8 \| 55-59 \| 31 \| \| 20 \| 50-54 \| 12 \| \| 27 \| 45-49 \| 27 \| \| 16 \| 40-44 \| 12 \| \| 20 \| 35-39 \| 23 \| \| 20 \| 30-34 \| 8 \| \| 8 \| 25-29 \| 20 \| \| 20 \| 20-24 \| 8 \| \| 27 \| 15-20 \| 4 \| \| 12 \| 10-14 \| 12 \| \| 20 \| 5-9 \| 12 \| \| 12 \| 0-4 \| 12 \| |        |             |       |       |       |       |          |
| Статево-вікова піраміда |        |             |       |       |       |       |          |
| Чоловіки | Вік    | Жінки       |       |       |       |       |          |
| 0 | 85 +   | 16          |       |       |       |       |          |
| 8 | 80-84  | 16          |       |       |       |       |          |
| 31 | 75-79  | 31          |       |       |       |       |          |
| 16 | 70-74  | 27          |       |       |       |       |          |
| 20 | 65-69  | 23          |       |       |       |       |          |
| 20 | 60-64  | 20          |       |       |       |       |          |
| 8 | 55-59  | 31          |       |       |       |       |          |
| 20 | 50-54  | 12          |       |       |       |       |          |
| 27 | 45-49  | 27          |       |       |       |       |          |
| 16 | 40-44  | 12          |       |       |       |       |          |
| 20 | 35-39  | 23          |       |       |       |       |          |
| 20 | 30-34  | 8           |       |       |       |       |          |
| 8 | 25-29  | 20          |       |       |       |       |          |
| 20 | 20-24  | 8           |       |       |       |       |          |
| 27 | 15-20  | 4           |       |       |       |       |          |
| 12 | 10-14  | 12          |       |       |       |       |          |
| 20 | 5-9    | 12          |       |       |       |       |          |
| 12 | 0-4    | 12          |       |       |       |       |          |

## Економіка
2010 року серед 329 осіб працездатного віку (15—64 років) 226 були активними, 103 — неактивними (показник активності 68,7%, у 1999 році було 67,8%). З 226 активних мешканців працювали 203 особи (117 чоловіків та 86 жінок), безробітними було 23 (10 чоловіків та 13 жінок). Серед 103 неактивних 22 особи були учнями чи студентами, 58 — пенсіонерами, 23 були неактивними з інших причин.

У 2010 році в муніципалітеті налічувалось 254 оподатковані домогосподарства, у яких проживали 536,0 особи, медіана доходів виносила 13 153 євро на одного особоспоживача.